# Adobe Photoshop Lightroom
Adobe Lightroom – program firmy Adobe służący do przetwarzania obrazów uzyskiwanych za pomocą cyfrowych aparatów fotograficznych.
Lightroom pozwala na edytowanie obrazów w sposób niedestrukcyjny, tak że kolejność czynności jest dowolna, a każdą czynność można cofnąć.
Program wykorzystuje technologię Adobe Camera Raw, dzięki której może obsługiwać ponad 120 różnych formatów nieskompresowanych. Umożliwia zarządzanie kolekcjami zdjęć, tworzenie prezentacji, zaawansowaną edycję wybranych kadrów, pokaz slajdów, konwersję plików do popularnych formatów JPEG i TIFF. Za pomocą programu Adobe Photoshop Lightroom można edytować zdjęcia z użyciem ustawień wstępnych zwanymi presetami.
Od roku 2017 Lightroom dostępny jest w dwóch wersjach:
- Lightroom Classic (wyłącznie na komputery osobiste) - od 2007. Program o większych możliwościach, umożliwiający pracę nad wieloma zdjęciami na lokalnym dysku, ale mający też synchronizację z chmurą Adobe.
- Lightroom CC (na komputery osobiste, urządzenia mobilne oraz w wersji online) - przy czym „CC” oznacza „Creative Cloud”. Jest to program powiązany silnie z chmurą Adobe, wykorzystujący zdjęcia wgrane do chmury i działający podobnie niezależnie od typu urządzenia.